# Carlos Macchi
Carlos Germán Macchi Vacelaire (Montevidéu, 18 de outubro de 1974) é um futebolista uruguaio que atua como volante. Atualmente, joga pelo Liverpool de Montevidéu.